# Distretto di Pomahuaca
Il distretto di Pomahuaca è uno dei dodici distretti  della provincia di Jaén, in Perù. Si trova nella regione di Cajamarca e si estende su una superficie di 732,8 chilometri quadrati.

Istituito il 28 dicembre 1943, ha per capitale la città di Pomahuaca; al censimento 2005 contava 9.146 abitanti.